# 第19屆金馬獎
第19屆金馬獎，1982年台灣與華語電影界的年度盛事之一，表揚1982年度傑出電影與電影工作者，頒獎典禮於1982年10月24日晚上7點30分在國父紀念館舉行，中視於當晚8點錄影播出。

## 簡介
民國71年第19屆金馬獎，香港電影再度超越臺灣，連最佳影片《辛亥雙十》也是中央電影公司與邵氏公司合拍，結合了狄龍．林鳳嬌．王道．柯俊雄．爾冬陞．凌峰．汪禹．劉德凱眾多演員合力演出．在其它獎項不甚強勢下，仍舊奪下最佳影片，氣勢上應該是未戰先贏了．
最佳導演與男主角，由港片《邊緣人》囊括．章國明執導《邊緣人》，第一次入圍便得獎，與男主角艾迪相互輝映，得獎實至名歸．
《武松》一片囊括女主角與男配角獎，汪萍臺灣出道後至香港發展，表現中上．回臺灣以電視演出居多．後經大導演李翰祥極力遊說回邵氏拍攝《武松》潘金蓮一角，李大導傾囊相授，與狄龍．谷峰互飆演技，果然一鳴驚人勇奪影后．飾演武大郎之谷峰也奪男配角大獎．這是汪萍最後一部電影，不久嫁作人婦。
本屆起有四段式《光陰的故事》一片，開啟臺灣新電影開端．臺灣新電影與金馬評審制度之嚴格與執著，確立金馬獎至高無上權威地位漸漸受到香港與大陸電影界之肯定。

## 入圍暨得獎名單
下列之標記為該獎項之得獎者。
壹、影片獎項

### 最佳卡通片
貳、個人獎項

## 多項提名及得獎

### 多項提名
下列12部電影獲得多項提名。
| 提名數量 | 電影名稱           | 提名獎項                                                                                           |
| -------- | ------------------ | -------------------------------------------------------------------------------------------------- |
| 8        | 《辛亥雙十》       | 最佳劇情片、最佳男主角、最佳童星、最佳美術設計、最佳服裝設計、最佳原作音樂、最佳電影插曲、最佳錄音 |
| 7        | 《再生人》         | 最佳劇情片、最佳導演、最佳原著劇本、最佳攝影、最佳美術設計、最佳服裝設計、最佳錄音                 |
| 7        | 《邊緣人》         | 最佳劇情片、最佳導演、最佳男主角、最佳男配角、最佳原著劇本、最佳原作音樂、最佳電影插曲             |
| 4        | 《在那河畔青草青》 | 最佳劇情片、最佳導演、最佳童星、最佳童星                                                           |
| 3        | 《汽水加牛奶》     | 最佳男主角、最佳女配角、最佳女配角                                                                 |
| 3        | 《武松》           | 最佳女主角、最佳男配角、最佳服裝設計                                                               |
| 2        | 《彩雲曲》         | 最佳改編音樂、最佳電影插曲                                                                         |
| 2        | 《慧眼識英雄》     | 最佳女主角、最佳改編音樂                                                                           |
| 2        | 《檸檬可樂》       | 最佳原著劇本、最佳美術設計                                                                         |
| 2        | 《人肉戰車》       | 最佳劇情片、最佳剪輯                                                                               |
| 2        | 《苦戀》           | 最佳劇情片、最佳攝影                                                                               |
| 2        | 《魔界轉世》       | 最佳剪輯、最佳錄音                                                                                 |

### 得獎統計
其中4部電影獲得多項獎項（僅計入正式競賽獎項）。
| 得獎數量 | 電影名稱           | 得獎獎項                               |
| -------- | ------------------ | -------------------------------------- |
| 3        | 《辛亥雙十》       | 最佳劇情片、最佳原作音樂、最佳電影插曲 |
| 3        | 《邊緣人》         | 最佳導演、最佳男主角、最佳原著劇本     |
| 3        | 《武松》           | 最佳女主角、最佳男配角、最佳服裝設計   |
| 2        | 《再生人》         | 最佳美術設計、最佳錄音                 |
| 1        | 《在那河畔青草青》 | 最佳童星                               |
| 1        | 《汽水加牛奶》     | 最佳女配角                             |
| 1        | 《彩雲曲》         | 最佳改編音樂                           |
| 1        | 《人肉戰車》       | 最佳剪輯                               |
| 1        | 《苦戀》           | 最佳攝影                               |
| 1        | 《朱銘的斧裡乾坤》 | 最佳紀錄片                             |

## 外部連結
- 第19屆金馬獎名單 （页面存档备份，存于）（繁體中文）
- 國家電影中心圖書館館-第十九屆金馬獎頒獎典禮
- 時光網-第19届台湾电影金马奖 （页面存档备份，存于）